# مککول (مریلند)
مککول (به انگلیسی: McCoole) یک محدوده ثبت‌نشده در ایالات متحده آمریکا است که در شهرستان الیگنی، ایالت مریلند است و جمعیت آن در سرشماری سال ۲۰۱۰ میلادی، ۵۱۱ نفر بوده‌است.